# Munwon-dong
Munwon-dong (koreanska: 문원동) är en stadsdel i staden Gwacheon i provinsen Gyeonggi i den nordvästra delen av Sydkorea, 16 km söder om huvudstaden Seoul.